# 한빛도서관 (파주시)
파주시 한빛도서관은 경기도 파주시 소재의 시립 도서관이다.

## 연혁
- 2012년 8월 31일 한빛도서관 착공
- 2013년 6월 29일 한빛도서관 준공
- 2013년 8월 30일 한빛도서관 임시개관
- 2013년 9월 10일 한빛도서관 개관

## 시설현황
- 지상2층: 종합자료실, 멀티미디어 코너, 문화교육실
- 지상1층: 어린이 책나라, 다목적실, 사무실
- 지하1층: 저수조/빗물저류조 면적 제외

## 이용 안내
이용 시간
- 어린이 자료실 - [평일] 하절기(3~10월) : 09:00~19:00, [평일] 동절기(11~2월) : 09:00~18:00
- 종합자료실 - [평일] 09:00~22:00
- 주말(토~일)은 두 자료실 모두 09:00~18:00

휴관일
- 매월 2째, 4째, 5째주 월요일
- 정부지정공휴일 (일요일 제외)
- 임시휴관일(도서관 사정상 휴관이 필요한 경우)